# Margit brit királyi hercegnő
Margit brit királyi hercegnő (Glamis kastély, 1930. augusztus 21. –‎ King Edward VII's Hospital, 2002. február 9.) – VI. György brit király és Erzsébet brit királyné második lánya, II. Erzsébet brit királynő húga volt.
Margit gyerekkorát a családja körében töltötte 1936-ig, amikor apai nagybátyja, VIII. Eduárd brit király lemondott a trónról, és apját megkoronázták. Ezzel nővére lett a trónörökös, Margit pedig a trónöröklési rangsorban a második.
1960-ban feleségül ment Antony Armstrong-Jones fényképészhez, akit II. Erzsébet királynő az esküvő alkalmából Snowdon grófjává tett meg, Margit pedig snowdoni grófné lett.

## Fiatalkora

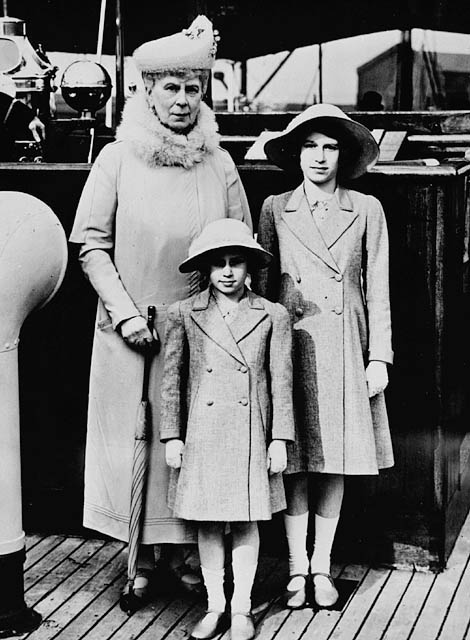
Margit hercegnő (elöl) nővérével, Erzsébettel (jobbra) és nagyanyjával, Mária királynéval

Margit Róza hercegnő 1930. augusztus 21-én született a skóciai Glamisi kastélyban, anyja ősi otthonában. Apja Albert yorki herceg, anyja Bowes-Lyon Erzsébet hercegné volt. Születésekor Margit a negyedik helyen állt a trónöröklési rangsorban nagybátyja, apja és nővére mögött. Mivel az uralkodó, V. György brit király férfiági unokája volt, már születésekor járt neki a brit királyi hercegnői cím.
Anyja eredetileg az Anna Margit nevet akarta adni neki, de V. Györgynek ez nem tetszett – ellenben az alternatívaként számba jöhető Margit Rózával. 1930. október 30-án keresztelte meg a Buckingham-palota kápolnájában Cosmo Lang canterburyi érsek.
Fiatalkorát szülei londoni rezidenciáján (145, Picadilly) vagy a windsori Royal Lodge-ban töltötte, tanításáról a családi nevelőnő gondoskodott. Anyja ellenállása miatt azonban nem kapott megfelelő képzést, mert a yorki hercegné csak illedelmes fiatal hölgyet akart belőle és nővéréből nevelni. Margit egész életében neheztelt anyjára, amiért nem gondoskodott megfelelően taníttatásáról.
Ötéves korában meghalt nagyapja, V. György, akinek elsőszülött fia lépett a trónra VIII. Eduárd brit király néven, de alig egy évvel később lemondott a trónról, hogy feleségül vehessen egy elvált amerikai színésznőt, Wallis Simpsont. Mivel Simpson már kétszeresen elvált asszony volt, sem a kormány, sem az anglikán egyház nem adta beleegyezését a házassághoz. Eduárd lemondása után Margit apját koronázták meg VI. György brit király néven, és a család a Buckingham-palotába költözött, Margit – egy csapásra a trón második számú várományosa – szobája a The Mallra nézett.
A második világháború kitörésekor Margit és nővére éppen Skóciában, a Balmoral-kastélyhoz tartozó egyik épületben nyaraltak, és 1939 karácsonyig nem is térhettek vissza Londonba. Visszatérésük után a család a windsori kastélyba költözött, és a háború végéig ott maradtak, annak ellenére, hogy Churchill kormánya Kanadába akarta evakuálni a hercegnőket. A javaslatra anyjuk azt válaszolta: „A gyerekek nem mennek nélkülem. Én nem megyek a Király nélkül. És a Király sohasem menne.”
A királyi család más tagjaival ellentétben Margittól nem várták el, hogy nyilvánosan szerepeljen, ezért szülei kevés gondot fordítottak nevelésére, és apja azt is megengedte neki, amit nővérének nem (pl. hogy 13 évesen késő estig fennmaradjon). VI. György később azt mondta lányairól, hogy Erzsébet a büszkesége és Margit az öröme.

## A háború után

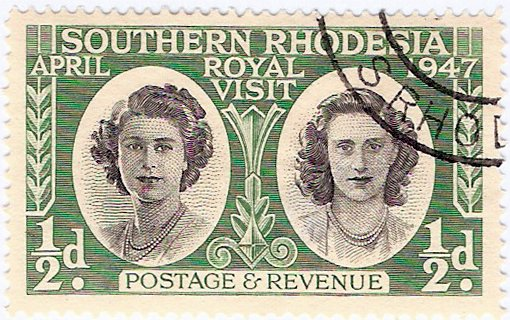
Margit (jobbra) és Erzsébet (balra) hercegnők egy dél-rhodesiai bélyegen, amely 1947-es látogatásuknak állított emléket.

A háború után Margit és Erzsébet is megjelent a Buckingham-palota erkélyén Churchill miniszterelnökkel, majd később az utcán csatlakoztak az ünneplő tömeghez. 1947. február 1-jén a királyi család hivatalos látogatásra indult Dél-Afrikába – a három hónapos út volt Margit első külföldi útja. Margitot az úton Peter Townsend repülőtiszt és királyi istállómester kísérte.
Fiatal, gyönyörű hercegnőként Margit élénk társasági életet élt, gyakran járt bálokba és fogadásokra, és hivatalos szereplései is megszaporodtak: hivatalos látogatást tett Olaszországban, Svájcban és Franciaországban, illetve egyre több jótékony szervezet, alapítvány védnöke vagy elnöke lett.
1951 augusztusában ünnepelte 21. születésnapját, majd, mivel a rákövetkező hónapban apját tüdőrák miatt meg kellett műteni, Margit volt a királyi államtanács egyik tagja, akik a betegágyon fekvő királyt helyettesítették. Hat hónap múlva azonban apja elhunyt, és nővérét királynővé koronázták.

## Házassága

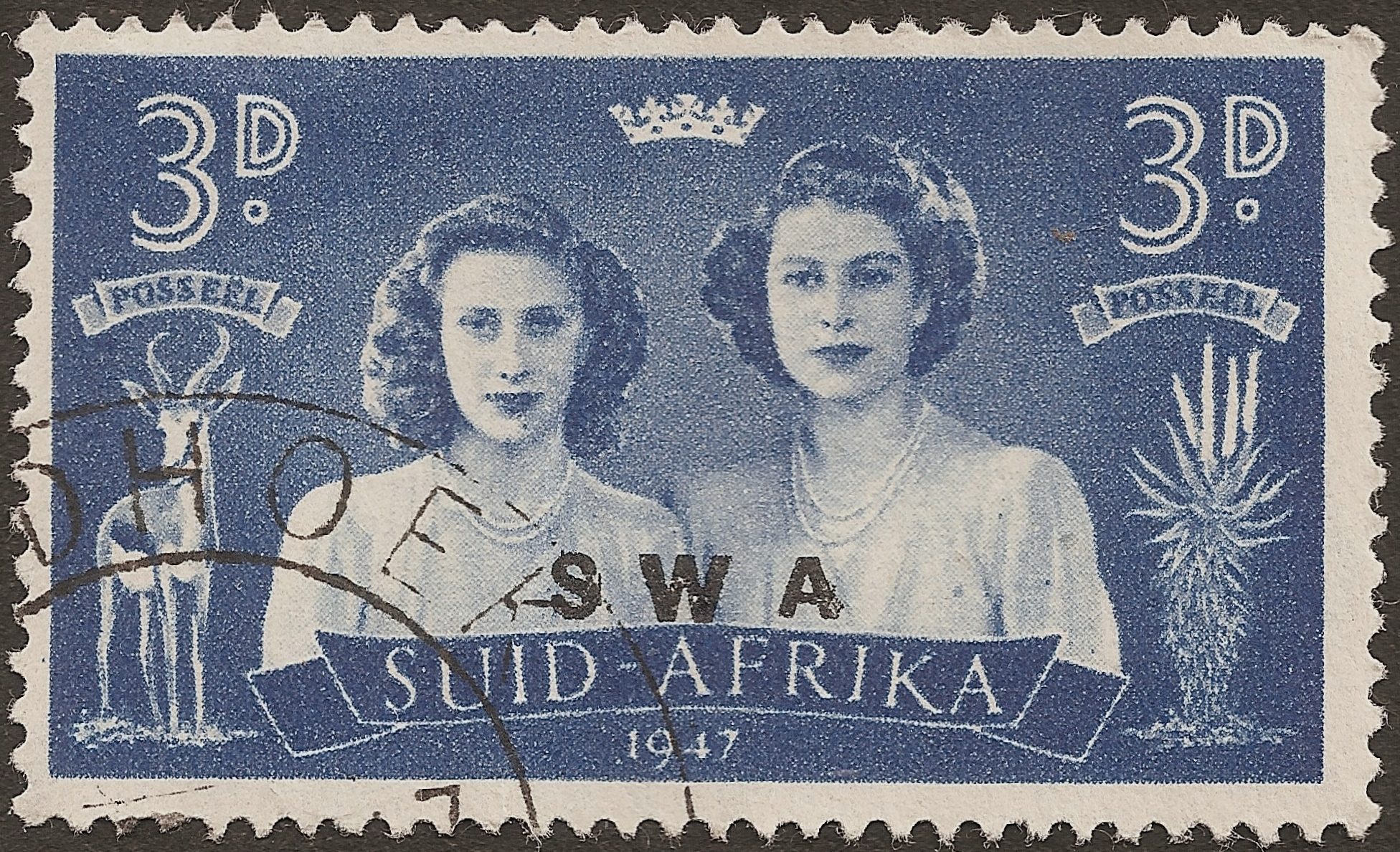
A királyi hercegnők egy dél-afrikai bélyegen. Balra Margit, jobbra Erzsébet.

Apja halála Margitot mélyen lesújtotta, a gyásztól nem tudott aludni, nyugtatókat kellett felírni neki.
Megözvegyült anyjával együtt Margit kiköltözött a Buckingham-palotából (II. Erzsébet hivatalos rezidenciájáról) és a Clarence House-ba költözött (anyja rezidenciájára, a The Mallon). Peter Townsend, a brit Királyi Légierő tisztje, akivel a dél-afrikai körúton ismerkedtek meg, anyja háztartásának vezetője lett.
1953-ban Townsend, aki akkorra elvált első feleségétől, házassági ajánlatot tett Margitnak. A 16 év korkülönbség és a férfinak az első házasságból született két gyermeke ellenére Margit igent mondott, és tájékoztatta a királynőt, hogy Townsend felesége akar lenni. Mint 1936-ban VIII. Eduárd esetében, az anglikán egyház habozás nélkül elutasította a házasságot. Erzsébet sem támogatta az esküvőt, és mivel koronázása után hat hónapig a Brit Birodalom országait akarta meglátogatni, húgát az esküvő elhalasztására kérte: „A körülményeket tekintve, nem túlzó azt kérnem, hogy várj egy évet.” A királynő titkára azt javasolta, hogy Townsendet helyezzék külföldre, de Erzsébet ezt elutasította, és inkább saját udvartartásába vezényelte át. A brit kormány is elutasította a házasságot, és az újságok szerint a házasság „elképzelhetetlen, minden királyi és keresztény hagyománnyal ellenkező” lenne. Churchill tájékoztatta a királynőt, hogy a kormány tagjai egyhangúlag a házasság ellen voltak, és a parlament sem adná beleegyezését, ha nem egyházi az esküvő, hacsak Margit le nem mond a brit trónhoz való jogáról (Károly herceg és Anna hercegnő után a negyedik volt akkor a trónöröklési rangsorban). Churchill végül elérte, hogy Townsendet Brüsszelbe helyezzék át.
Ugyanakkor a közvélemény-kutatások támogatni látszottak Margitot, a kormány és az egyház véleménye ellenére. A Margitra nehezedő nyomásra jellemző, hogy azt mondták neki – tévesen –, hogy ha elvált férfihoz megy feleségül, nem áldozhat utána. Végül Margit engedni kényszerült:

„Szeretném tudatni, hogy eldöntöttem, nem megyek feleségül Peter Townsend repülőezredeshez. Tudatában voltam annak, hogy ha lemondok a trónörökléshez fűződő jogaimról, akkor polgári házasságot köthettem volna. De tekintettel az egyház tanítására a keresztény házassággal kapcsolatban, és tekintettel kötelességemre a Nemzetközösség felé, elhatároztam, hogy ezeket a szempontokat a többiek elé kell helyeznem. Döntésemet teljesen egyedül hoztam, bár ebben mindvégig támaszom volt Townsend repülőezredes kifogyhatatlan támogatása és odaadása.”

Öt évvel később, 1960. május 6-án Margit a westminsteri apátság templomában feleségül ment Antony Armstrong-Jones fényképészhez. A házassági ajánlatot állítólag egy nappal azután fogadta el, hogy hírét vette Peter Townsend és egy fiatal belga nő közelgő házasságának, – a menyasszony állítólag fele annyi idős volt, mint a vőlegény, de feltűnően hasonlított Margitra. Margit eljegyzési bejelentése mindenkit meglepetésként ért, mivel mindenki előtt titkolta kapcsolatát Armstrong-Jonesszal.
Margit esküvőjét – a királyi család tagjai közül elsőként – élőben közvetítette a brit BBC, és ezt kb. 300 millió néző látta világszerte. Az esküvő után a Britannia királyi jacht fedélzetén hathetes karib-szigeteki körutat tettek, majd a Hyde Park szélén lévő Kensington-palotába költöztek. 1961-ben a hercegnő férjét II. Erzsébet Snowdon grófjává tette meg, és automatikusan Margit is Snowdon grófnéja lett, hivatalos címe, királyi származása okán: "Ő királyi fensége, Margit hercegnő, Snowdon grófnéja" volt. A párnak két gyermeke született: David Armstrong-Jones, Linley vikomtja (1961) és Sarah Armstrong-Jones (1964).

## Magánélete

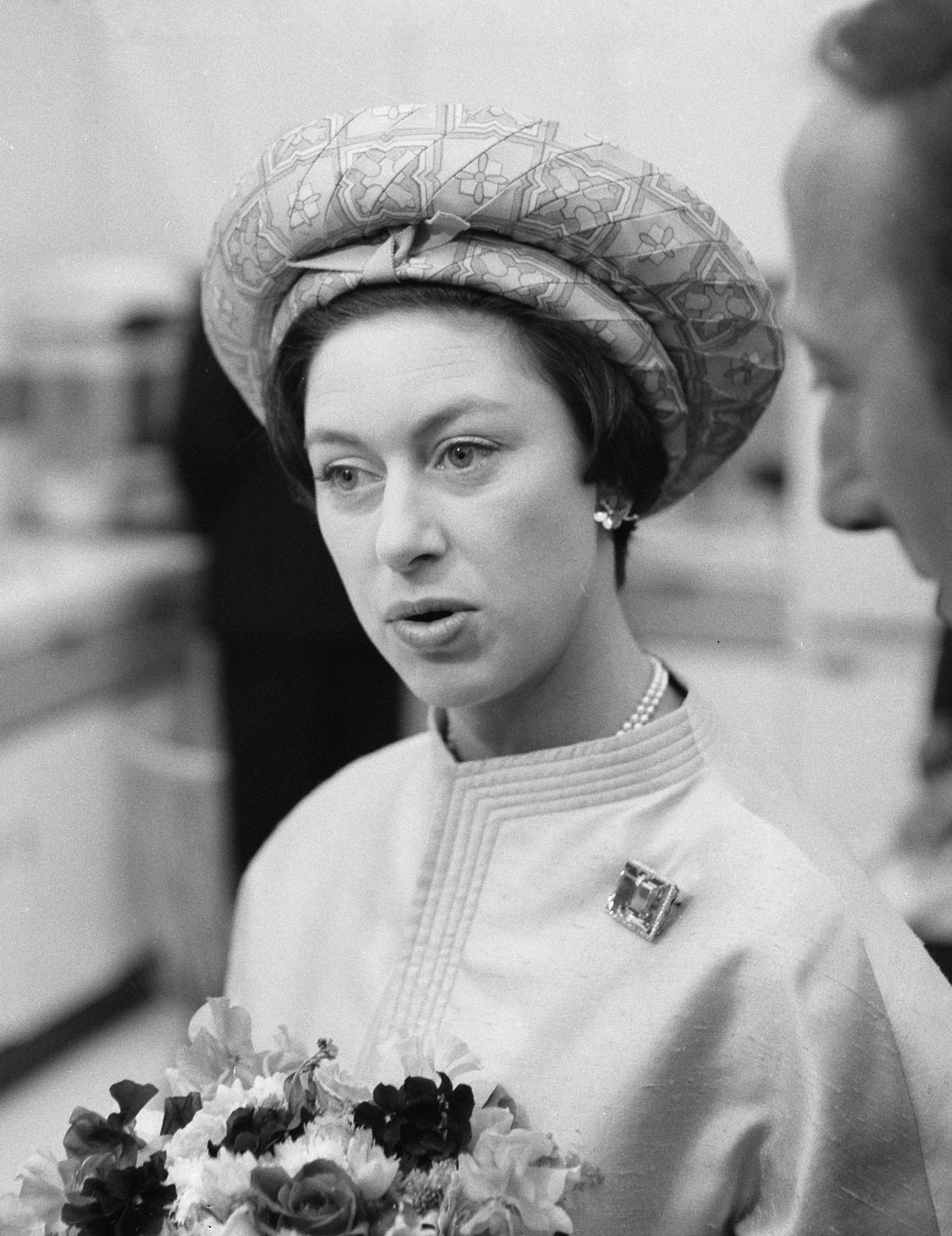
Margit snowdoni grófné 1965-ben

Margit és férje házassága nem volt jó. Az első házasságon kívüli kapcsolatra állítólag 1966-ban került sor leánya keresztapjával. Egy évvel később egy hónapig tartó kapcsolata volt Robin Douglas-Home-mal, Alec Douglas-Home brit politikus unokaöccsével. Margit állítása szerint kapcsolatuk csak plátói volt, de napvilágra került levelezésük intim részletei másra is utaltak. Douglas-Home másfél évvel szakításuk után öngyilkosságot követett el. Egyesek szerint Margitnak kapcsolata volt Mick Jaggerrel, Peter Sellersszel és Keith Miller ausztrál krikettjátékossal. David Niven brit színész 2009-es önéletrajza szerint neki is volt kapcsolata a hercegnővel.
Az 1970-es évek elejére Margit és férje már teljesen eltávolodtak egymástól. 1973-ban Margitot bemutatták Roddy Llewellynnek, aki 17 évvel volt fiatalabb a hercegnőnél. 1974-ben Llewellyn Margit vendége volt annak karib-szigeteki vendégházában, majd még számos alkalommal meglátogatta ott. Margit szerint kapcsolatuk „szerető barátság” volt, egyszer azonban mikor Llewellyn váratlanul elutazott Törökországba, Margit érzelmileg összezavarodott és bevett egy halom altatót. „Annyira kimerültem mindentől – mondta később –, hogy nem akartam mást, csak aludni.” Amikor jobban lett, udvarhölgyei távol tartották tőle férjét, nehogy megint depressziós legyen.
1976-ban Margit és Llewellyn fürdőruhás fotóját a címlapon közölte a News of the World pletykalap, a kísérő cikkben Margitot öregedő szalmaözvegynek, Llewellynt pedig a játékszerének állították be. A rákövetkező hónapban Margit és férje bejelentették, hogy házasságuk felbomlott. Néhány politikus azt követelte, hogy távolítsák el a királyi udvartartásból, egyes munkáspárti képviselők pedig „királyi parazitának” és „ócska prosti”-nak kezdték nevezni.
A válást 1978. július 11-én jelentették be, és ugyanazon év decemberében Armstrong-Jones feleségül vette Lucy Lindsay-Hoggot.

## Betegsége és halála
Hátralevő éveiben a hercegnő betegségekkel és cselekvőképtelenséggel nézett szembe. 15 éves kora óta erős dohányos volt, 1985. január 5-én tüdejének egy részét el kellett távolítani. 1991-ben abbahagyta a dohányzást, de továbbra is sokat ivott. 1993 januárjában tüdőgyulladása miatt kórházba került. 1998-ban enyhe agyvérzést szenvedett, a rá következő évben egy fürdőszobai baleset során súlyos égési sérüléseket szenvedett a lábán, és csak nehezen tudott járni, időnként tolószékbe kényszerült. 2001 januárjában és márciusában további agyvérzéseket állapítottak meg, amelyek következtében bal oldala lebénult, és részlegesen elvesztette látását. Margit utoljára nagynénje, Alice gloucesteri hercegnő 100. születésnapja alkalmából, 2001 decemberében lépett a nyilvánosság elé.
Margit hercegnő a londoni King Edward VII Hospital kórházban halt meg 2002. február 9-én, 71 éves korában, miután még egy agyvérzése volt. A temetésre 2002. február 15-én került sor – pontosan apja temetésének 50. évfordulóján. A hercegnő kívánságára csak a család és a közeli barátok vettek részt a szertartáson. A temetés volt az utolsó esemény, amelyen az anyakirályné részt vett hat héttel később bekövetkezett halála előtt. A királyi család szokásával ellentétben Margit hercegnőt elhamvasztották, hamvait szülei, VI. György brit király és Erzsébet királyné sírjában, a windsori kastély Szent György kápolnájában található King George VI Memorial Chapelben helyezték el. 2022-ben ide temették II. Erzsébetet Fülöp herceggel együtt. Az állami megemlékezésre a westminsteri apátsági templomban került sor 2002. április 19-én.

## Címei, kitüntetései

Margit hercegnő személyes címere

### Címei és megnevezése
- 1930. augusztus 21. – 1936. december 11.: Ő királyi fensége Yorki Margit hercegnő
- 1936. december 11. – 1961. október 3.: Ő királyi fensége Margit brit királyi hercegnő
- 1961. október 3. – 2002. február 9.: Ő királyi fensége Margit hercegnő, Snowdon grófnéja

### Kitüntetései
- CI: Az India Koronája Rend parancsnoki keresztje, 1947. június 12.[70]
- GCVO: A Királyi Viktória Rend nagykeresztje, 1953
- GCStJ: A Jeruzsálemi Szt. János Rend nagykeresztje, 1956
- Királyi Viktória Lánc, 1990
- V. György Királyi Családi Rend
- VI. György Királyi Családi Rend
- II. Erzsébet Királyi Családi Rend

#### Külországi kitüntetések
- A Holland Oroszlán-rend nagykeresztje, 1948
- A Zanzibár Ragyogó Csillaga rend első osztálya, 1956
- A Belga Koronarend nagykeresztje, 1960
- A Toro Királyság Korona, Oroszlán és Lándzsarendje (Uganda), 1965
- A Becses Koronarend első osztálya (Japán), 1971

#### Tiszteletbeli katonai kinevezések
Ausztrália
- A Királyi Ausztrál Női Hadtest tiszteletbeli főparancsnoka

 Bermuda
- A Bermuda Ezred tiszteletbeli ezredese

 Kanada
- A Felföldi Muskétásezred (Highland Fusiliers) tiszteletbeli ezredese
- A Lujza Hercegnő Lövészezred tiszteletbeli ezredese
- A Királyi Újfundlandi Ezred tiszteletbeli ezredese
- A Patrícia Hercegnő Könnyűlovas Ezred (PPCLI) tiszteletbeli ezredese

 Egyesült Királyság
- A 15./19. Királyi Huszárezred tiszteletbeli ezredese
- A Könnyű Dragonyosezred tiszteletbeli ezredese
- A Királyi Felföldi Lövészezred tiszteletbeli ezredese
- Az Alexandra királyné Királyi Tábori Ápolóhadtest tiszteletbeli ezredese
- A Királyi Angol Ezred tiszteletbeli parancsnokhelyettese
- A RAF Coningsby légitámaszpont tiszteletbeli parancsnoka

## Megjelenése játékfilmeken
- 2005: A királynő nővére (The Queen’s Sister), brit mozifilm, rendező Simon Cellan Jones, a címszerepben Lucy Cohu,
- 2008: Banki meló (The Bank Job), brit mozifilm.
- 2009: The Queen, brit televíziós sorozat, Margit hercegnőt Katie McGrath játszotta,
- 2010: A király beszéde (The King’s Speech), brit mozifilm, rendező Tom Hooper, Margit hercegnő: Ramona Marquez,
- 2015: Hercegnők éjszakája (A Royal Night Out), brit mozifilm, rendező Julian Jarrold, Margit hercegnő: Bel Powley,
- 2016-tól: A korona (The Crown), brit tévésorozat, Margit hercegnőt Lesley Manville, Helena Bonham Carter és Vanessa Kirby játszották.